# MOCHA
『MOCHA』（モカ）は、今井美樹の4作目のオリジナル・アルバム。1989年6月21日に発売された。発売元はフォーライフ・レコード（現・フォーライフミュージックエンタテイメント）。

## 概要
都会の真夏の日常をテーマに制作したアルバムで、1曲目から異色のダンサブルな楽曲で始まり2曲目と繋がっている。先行シングル「Boogie-Woogie Lonesome High-Heel」はアルバム・バージョンで収録された。
本作はパッケージおよび帯などに ″under a full moon″ とサブ・タイトルが記載されている。CD初回盤30万枚は特殊マルチ・デジパック仕様になっていた。
月刊明星歌本内のインタビューで「前作『Bewith』までで一区切りして、今作品では階段をよじ登るように更に前進して夏のイメージを推し進めて制作したアルバム」と語っていた。
後年、『月刊カドカワ』インタビューでは収録曲の歌詞の内容に少し不満があったようで、「自分が納得するまで作詞家やプロデューサーと話し合いをして、もっと時間をかけてアルバム制作したかった」と語っている。しかし、アルバム最後に収録されたバラード曲「地上に降りるまでの夜」は、レコーディング中に詞の内容と楽曲に感極まり泣きながら歌った仮歌を、プロデューサーに無理を言い敢えて収録した。今井は、このアルバムの自分の歌声や声質が逆に過去の全作品の中で一番気に入っていると各雑誌インタビューで話している。
前作と同様に、作詞に岩里祐穂、作曲に上田知華、柿原朱美、MAYUMIら女性作家が継続して参加している。山口美央子は初参加となった。

## 補足事項
アナログ盤は本作で最後のリリース。昨今のシティポップ人気で本作品も再評価されているが、1989年は既にCDが主流となりアナログ盤は生産流通枚数も少なかった為に稀少盤で、中古市場やオークション等ではプレミア価格で取引されている。

## 収録曲

### LP / CT
| #         | タイトル                                            | 作詞      | 作曲      | 編曲      | 時間  |
| --------- | --------------------------------------------------- | --------- | --------- | --------- | ----- |
| 1.        | 「TOKYO 8月 サングラス」                            | 戸沢暢美  | 佐藤準    | 佐藤準    | 6:22  |
| 2.        | 「横顔から I LOVE YOU」                             | 岩里祐穂  | 武部聡志  | 武部聡志  | 4:27  |
| 3.        | 「Boogie-Woogie Lonesome High-Heel」(Album Version) | 戸沢暢美  | 上田知華  | 佐藤準    | 4:01  |
| 4.        | 「Anytime Manytimes」                               | 戸沢暢美  | MAYUMI    | 佐藤準    | 4:17  |
| 5.        | 「飽きたら言って」                                  | 岩里祐穂  | 間瀬憲治  | 佐藤準    | 5:05  |
| 合計時間: | 合計時間:                                           | 合計時間: | 合計時間: | 合計時間: | 24:12 |

| #         | タイトル                  | 作詞      | 作曲       | 編曲      | 時間  |
| --------- | ------------------------- | --------- | ---------- | --------- | ----- |
| 1.        | 「明るくなるまで」        | 戸沢暢美  | 佐藤博     | 佐藤準    | 4:43  |
| 2.        | 「ありふれた love scene」 | 戸沢暢美  | 上田知華   | 佐藤準    | 5:00  |
| 3.        | 「泳ぐ」                  | 岩里祐穂  | 山口美央子 | 武部聡志  | 5:43  |
| 4.        | 「地上に降りるまでの夜」  | 岩里祐穂  | 柿原朱美   | 佐藤準    | 6:26  |
| 合計時間: | 合計時間:                 | 合計時間: | 合計時間:  | 合計時間: | 21:52 |

### CD
| #         | タイトル                                            | 作詞      | 作曲       | 編曲      | 時間  |
| --------- | --------------------------------------------------- | --------- | ---------- | --------- | ----- |
| 1.        | 「TOKYO 8月 サングラス」                            | 戸沢暢美  | 佐藤準     | 佐藤準    | 6:22  |
| 2.        | 「横顔から I LOVE YOU」                             | 岩里祐穂  | 武部聡志   | 武部聡志  | 4:27  |
| 3.        | 「Boogie-Woogie Lonesome High-Heel」(Album Version) | 戸沢暢美  | 上田知華   | 佐藤準    | 4:01  |
| 4.        | 「Anytime Manytimes」                               | 戸沢暢美  | MAYUMI     | 佐藤準    | 4:17  |
| 5.        | 「飽きたら言って」                                  | 岩里祐穂  | 間瀬憲治   | 佐藤準    | 5:05  |
| 6.        | 「明るくなるまで」                                  | 戸沢暢美  | 佐藤博     | 佐藤準    | 4:43  |
| 7.        | 「ありふれた love scene」                           | 戸沢暢美  | 上田知華   | 佐藤準    | 5:00  |
| 8.        | 「泳ぐ」                                            | 岩里祐穂  | 山口美央子 | 武部聡志  | 5:43  |
| 9.        | 「地上に降りるまでの夜」                            | 岩里祐穂  | 柿原朱美   | 佐藤準    | 6:26  |
| 合計時間: | 合計時間:                                           | 合計時間: | 合計時間:  | 合計時間: | 46:21 |

### 曲解説
1. TOKYO 8月 サングラス
2. 横顔から I LOVE YOU
  - デビュー前の高橋洋子がコーラスで参加している。
3. Boogie-Woogie Lonesome High-Heel（Album Version）
  - 5thシングルのアルバム・バージョン。
4. Anytime Manytimes
5. 飽きたら言って
6. 明るくなるまで
  - 6thシングル「瞳がほほえむから」のカップリング曲として後にリカットされた。
  - 男性ボーカルは、当時ハイ・ファイ・セットのメンバーだった大川茂。
7. ありふれた love scene
8. 泳ぐ
9. 地上に降りるまでの夜

## 参加ミュージシャン
| TOKYO 8月 サングラス - Drums：山木秀夫 - Guitar：今剛 - Keyboard：佐藤準 - Chorus：佐藤準、比山貴咏史 - Synthesizer Operater：浦田恵司、水島康貴 横顔から I LOVE YOU - Drums：江口信夫 - Keyboard：武部聡志 - L. Percussion：木村誠 - Chorus：清水美恵、高橋洋子、今井美樹 Boogie-Woogie Lonesome High-Heel - Drums：青山純 - Bass：美久月千晴 - Guitar：今剛 - Keyboard：国吉良一、佐藤準 - Chorus：佐藤準、今井美樹 - Synthesizer Operater：浦田恵司、水島康貴 Anytime Manytimes - Drums：青山純 - Guitar：今剛 - Keyboard：佐藤準 - Chorus：比山貴咏史、佐藤準 - Synthesizer Operater：浦田恵司、水島康貴 飽きたら言って - Guitar：今剛 - Keyboard：国吉良一、佐藤準 - Chorus：比山貴咏史、佐藤準 - Synthesizer Operater：浦田恵司、水島康貴 | 明るくなるまで - Drums：青山純 - Bass：美久月千晴 - Guitar：今剛 - Keyboard：国吉良一、佐藤準 - Additional Vocal: 大川茂 - Synthesizer Operater：浦田恵司、水島康貴 ありふれた love scene - Drums：山木秀夫 - Bass：美久月千晴 - Guitar：今剛 - Keyboard：中西康晴、佐藤準 - Synthesizer Operater：浦田恵司、水島康貴 泳ぐ - Drums：江口信夫 - Bass：美久月千晴 - Keyboards：武部聡志 - L. Percussion：木村誠 - Background Vocals：今井美樹 - Synthesizer Programming：森達彦、国友孝純 地上に降りるまでの夜 - Drums：青山純 - Bass：高水健司 - Guitar：今剛 - Keyboards：国吉良一、佐藤準 - Synthesizer Programming：浦田恵司、水島康貴 |